# Hebreos 2
Hebreos 2 es el segundo capítulo de la Epístola a los Hebreos, en el Nuevo Testamento de la Biblia cristiana. El capítulo está dividido en 18 versículos.
El autor es anónimo, aunque la referencia interna a «nuestro hermano Timoteo» (Hebreos 13:23) provoca una atribución tradicional a Pablo, pero esta atribución se discute desde el siglo II y no hay pruebas decisivas de la autoría. Este capítulo contiene las implicaciones para responder al Hijo de Dios, la sujeción y glorificación del Hijo, para beneficio de los creyentes.

## Texto
- El texto original fue escrito en griego koiné.
- Algunos de los manuscritos que contienen este capítulo o extractos de él son:[7]
  - Papiro 13
  - Papiro 46
  - Papiro 116
  - Codex Vaticanus
  - Codex Sinaiticus
  - Codex Alexandrinus
  - Codex Ephraemi Rescriptus
  - Codex Freerianus
  - Codex Claromontanus
  - Codex Coislinianus

## Estructura
Este capítulo puede agruparse (con referencias cruzadas a otras partes de la Biblia):
- Hebreos 2:1-4: Una salvación tan grande
- Hebreos 2:5-18: El autor de la salvación